# Чертовец
Чертове́ц (укр. Чортовець) — село в Городенковской городской общине Коломыйского района Ивано-Франковской области Украины.
Население по переписи 2001 года составляло 3030 человек. Занимает площадь 47,628 км². Почтовый индекс — 78123. Телефонный код — 343041.

## История
Чертовец принадлежал Яну Потоцкому (1555—1611), который в 1589 году получил для него привилегий на проведение ярмарки и торгов.
В селе Чертовец родились археолог Иван Борковский (1897—1976), биохимик Иван Головацкий (1926—2015), художница Ольга Плешкан (1898—1985).
С 1976 по 1993 г. село носило название Назаренково в честь участника Великой Отечественной войны, Героя Советского Союза П. Д. Назаренко,.